# Jada Stevens
Jada Stevens (Snellville, 4 luglio 1988) è un'attrice pornografica statunitense.

## Biografia
Da giovane ha lavorato in un McDonald's e ha cominciato la sua carriera nell'industria del sesso in un night club per adulti, ad Atlanta (Georgia), a 19 anni. L'anno successivo è passata all'industria pornografica.
Jada è famosa soprattutto per il suo abbondante fondoschiena e per la sua propensione verso il sesso anale e le DP. Queste sue caratteristiche le hanno valso il titolo di Buttwoman, succedendo a Kelly Divine, conferitole nel 2012 dalla casa produttrice Elegant Angel per il film Jada Stevens is Buttwoman.
Ha come tatuaggi un ideogramma cinese sulla parte posteriore del collo che significa «Ninfomane» e una figura di Hello Kitty sulla caviglia.
È comparsa nello show Fresh off the boat, promosso dalla rivista Vice Magazine, in cui girava per Miami con il conduttore Eddie Huang, concentrandosi su cibo e pornografia.

## Riconoscimenti
- AVN Awards
  - 2012 – Best Three-Way Sex Scene G/G/B per Ass Workship 13 con Kristina Rose e Nacho Vidal[8]
- XBIZ Awards
  - 2014 – Best Scene - Vignette Release per The Hooker Experience con Kevin Moore[9]
  - 2016 – Best Sex Scene - All-Sex Release per Interracial and Anal con Wesley Pipes[10]
- XRCO Awards
  - 2014 – Orgasmic Analist[11]
- Nomination varie
  - 2012 – Best POV Sex Scene per Anal Workout con Mick Blue[12]
  - 2012 – Best Three-Way Sex Scene (G/B/B) per What the fuck! Big tits, bitches & ass! con Toni Ribas e Mark Wood[12]
  - Urban X Award: IR Star of the Year[13]
  - 2013 – Best Anal Sex Scene per Big Wet Asses 20 con Mick Blue[14]
  - 2013 – Best POV Sex Scene per Tanlines con Kevin Moore[14]
  - 2013 – Best Tease Performance per Jada Stevens Is Buttwoman con Anikka Albrite[14]
  - 2013 – Best Three-Way Sex Scene (G/G/B) per Jada Stevens is Buttwoman con Anikka Albrite e Erik Everhard[14]
  - 2013 – Female Performer of the Year[14]
  - 2013 – XRCO Female Performer of the Year[15]
  - 2013 – XRCO Orgasmic Oralist[15]

## Filmografia parziale

### Attrice
- Adventures of Shorty Mac 10 (2008)
- Barely Legal 86 (2008)
- Daddy's Worst Nightmare 11 (2008)
- Extreme Asses 5 (2008)
- Eyes Down Ass Up (2008)
- Fresh Teens 2 (2008)
- I Fucked My Daughter's Best Friend 1 (2008)
- I Fucked My Daughter's Best Friend 2 (2008)
- I Fucked My Teacher 2 (2008)
- Interracial POV 7 (2008)
- Keepin It Fresh 2 (2008)
- Monster Curves 2 (2008)
- Naughty College School Girls 48 (2008)
- Pigtails Round Asses 7 (2008)
- Young Wet Horny 5 (2008)
- Anacondas and Lil Mamas 4 (2009)
- Ass Parade 23 (2009)
- Barefoot Maniacs 6 (2009)
- Brittney's All Girl Vacation (2009)
- Deepthroat Virgins 31 (2009)
- Fuckin' Around in Fort Lauderdale 2 (2009)
- I Fucked My Bosses Daughter 2 (2009)
- I Love The Soul Pole 1 (2009)
- Lesbian Bukkake 15 (2009)
- Mandingo Teen Domination 1 (2009)
- Monsters of Cock 20 (2009)
- Pure Cherry Girls 1 (2009)
- Scary Big Dicks 2 (2009)
- She Is Half My Age 11 (2009)
- Teen Nurses (2009)
- Teens Like It Big 4 (2009)
- Touch My Tushy 3 (2009)
- Anal Frenzy (2010)
- Bomb Ass White Booty 15 (2010)
- Everything Butt 11086 (2010)
- Freshmen Anal Orientation (2010)
- Gangbang Her Little White Thang 5 (2010)
- I Love The Soul Pole 3 (2010)
- Interracial Gloryhole Initiations 6 (2010)
- Monsters of Cock 25 (2010)
- My Big Black Stepdad 2 (2010)
- Red Hot Jam 101 (2010)
- Throated 30 (2010)
- Watching My Daughter Go Black 1 (2010)
- 3 Is Not A Crowd (2011)
- Allie Haze: True Sex (2011)
- Anal Buffet 7 (2011)
- Anal Inferno (2011)
- Anal Playground (2011)
- Anal Prom Queens (2011)
- Anal Workout (2011)
- Art of Anal 2 (2011)
- Ass Masterpiece 7 (2011)
- Ass Parade 31 (2011)
- Ass Worship 13 (2011)
- Baby Face (2011)
- Babysitter Diaries 6 (2011)
- Battle Of The Asses 3 (2011)
- Belladonna: No Warning 6 (2011)
- Big Wet Asses 20 (2011)
- Black in My Ass (2011)
- Car Wash Girls 2 (2011)
- Church of Bootyism 2 (2011)
- Cock Sucking Challenge 4 (2011)
- Dynamic Booty 6 (2011)
- Fantasy Handjobs (2011)
- Fucking Machines 11971 (2011)
- Gloryhole Confessions 6 (2011)
- Gym Rats Orgy (2011)
- Head Game 3 (2011)
- Hot Anal Injection 1 (2011)
- In the VIP 9 (2011)
- Interracial Blow Bang 2 (2011)
- Interracial Pickups 5 (2011)
- Jerkoff Material 7 (2011)
- Juicy White Anal Booty 6 (2011)
- Kelly Divine Is Buttwoman (2011)
- Lex the Impaler 7 (2011)
- Mandingo Massacre 1 (2011)
- Massive Anal Booty (2011)
- Mommy And Me And A Black Man Makes 3 2 (2011)
- Monster Cock Junkies 10 (2011)
- Monster Curves 14 (2011)
- Monster Curves 16 (2011)
- Monster Wet Anal Asses 1 (2011)
- My Ex Girlfriend 1 (2011)
- Naughty Bookworms 23 (2011)
- Office Perverts 8 (2011)
- Oil Overload 5 (2011)
- Playing Hooky 1 (2011)
- POV Pervert 15 (2011)
- Public Disgrace 11494 (2011)
- Sex and Submission 14647 (2011)
- Spandex Loads 2 (2011)
- Swallow This 18 (2011)
- Sweet Cherrys 5 (2011)
- What the Fuck: Big Tits Bitches and Ass (2011)
- White Chicks Gettin' Black Balled 30 (2011)
- Anal Junkies On Cock 3 (2012)
- Ass Parade 37 (2012)
- Babysitter Diaries 8 (2012)
- Backstage Pass 2 (2012)
- Bad Apples 5 (2012)
- Buttface 2 (2012)
- Buttman's Stretch Class 13 (2012)
- Couples Seeking Teens 10 (2012)
- Couples Seeking Teens 8 (2012)
- Crack Fuckers (2012)
- Cream Dreams (2012)
- Dark Haired Beauties (2012)
- Dark Meat 5 (2012)
- Doll House 8 (2012)
- Dorm Invasion 2 (2012)
- DP Fanatic (2012)
- Gangbanged 5 (2012)
- Gasp, Gag And Gape 1 (2012)
- In the VIP 10 (2012)
- Interracial Internal 1 (2012)
- Jada Stevens is Buttwoman (2012)
- Just Tease 3 (2012)
- Lesbian Adventures: Strap-On Specialists 5 (2012)
- Mad Asses: All Anal Edition (2012)
- Massive Facials 5 (2012)
- Miss Pretty Pussy (2012)
- Monster Curves 17 (2012)
- Panty Perverts (2012)
- Performers of the Year 2013 (2012)
- Please Come on my Leggings (2012)
- Pornstar Spa 3 (2012)
- Praise The Load 7 (2012)
- Pretty Woman: A XXX Parody (2012)
- Pump My Ass Full Of Cum 3 (2012)
- Remy 1 (2012)
- Sexy In Her Swimsuit (2012)
- Swimsuit Calendar Girls 2012 (2012)
- Tanlines (2012)
- Teasers: Extreme Public Adventures 6 (2012)
- Teen Fidelity 5 (2012)
- Teens Like It Big 13 (2012)
- Throat Fucks 4 (2012)
- Too Big for Teens 10 (2012)
- Troubled Youth (2012)
- We Live Together.com 22 (2012)
- Young and Glamorous 3 (2012)
- Adult Insider 6 (2013)
- Anal Academy 2 (2013)
- Anal Buffet 8 (2013)
- Anal Corruption 1 (2013)
- Ass Parade 40 (2013)
- Ass Parade 41 (2013)
- Ass Parade 42 (2013)
- Ass Worship 14 (2013)
- Bang Bus 44 (2013)
- Big Anal Asses (2013)
- Big Booty Patrol (2013)
- Big Wet Butts 10 (2013)
- Black Bi Cuckolding 13 (2013)
- Brother Load 4 (2013)
- Buttman's Double Speculum Club (2013)
- Buttman's Stretch Class: Detention 3 (2013)
- Cirque Du Hole-A (2013)
- Crowd Control 2 (2013)
- Deep Anal Drilling 5 (2013)
- Dirty Panties 2 (2013)
- Don't Fuck My Sister (2013)
- Dorm Invasion 3 (2013)
- Dorm Invasion 4 (2013)
- Dorm Invasion 5 (2013)
- Dorm Invasion 6 (2013)
- Dorm Invasion 8 (2013)
- Double Black Penetration (2013)
- Feeding Frenzy 11 (2013)
- Flesh Hunter 12 (2013)
- Girlfriend Exchange (2013)
- Girls of Bang Bros 21: Jada Stevens (2013)
- Girls of Bang Bros 26: Remy LaCroix (2013)
- Hooker Experience (2013)
- Housewives of Lex Steele (2013)
- Internal Damnation 6 (2013)
- Kevin Moore's Star Power (2013)
- Lesbian Analingus 2 (2013)
- Lesbian Crime Stories (2013)
- Lex Turns Evil 1 (2013)
- Lex vs. Lisa Ann (2013)
- Locker Room Hijinks (2013)
- Meow 3 (2013)
- Monster Curves 21 (2013)
- My Dad's Hot Girlfriend 15 (2013)
- My Father's Dirty Secrets (2013)
- My Sister's Hot Friend 34 (2013)
- Orgy Masters 2 (2013)
- Panty Pops 7 (2013)
- Pussy Party (2013)
- Ride Home (2013)
- Rocco's Coming in America (2013)
- Sheena School (2013)
- Tease Me POV (2013)
- Throated 41 (2013)
- Touched By Some Anal (2013)
- Up That White Ass 4 (2013)
- Wet Asses 2 (2013)
- Wet Dreams (2013)
- What An Asshole (2013)
- Anal Intrusion 2 (2014)
- Ass Worship 15 (2014)
- Big Ass Anal Wreckage 3 (2014)
- Big Butt 3 (2014)
- Big Butts Like It Big 15 (2014)
- Big Wet Butts 12 (2014)
- Buns of Anarchy (2014)
- Jada Stevens Gets Some Steele In Her Ass (2014)
- KissMe Girl: Jada Stevens and Cameron Canada (2014)
- My Friend's Hot Girl 10 (2014)
- 2 Chicks Same Time 25 (2017)
- Anal Cream Pies 1 (2017)
- Big Wet Asses 26 (2017)
- Booty Creampie (2017)
- Curvy Bottomed Jada Swallows A Fat Load (2018)
- Curvy Girls 9 (2018)
- I Need It Deeper (2018)
- Throatfuck Me (2018)
- Art And Beauty (2019)
- Face Fucked 9 (2019)
- Naughty Office 71 (2020)
- Jada Loves Girls (2022)
- Jada Loves Gonzo (2022)
- Jada's Foot Fantasies (2022)
- Naughty Athletics 30946 (2022)
- Naughty Rich Girls 19 (2022)
- Touch 1 (2022)
- My Friend's Hot Girl 32542 (2024)

### Regista
- Dark Meat Frenzy (2021)
- Jada's Big Booty Obsession (2021)